# Cervecería Nacional
Cervecería Nacional CN S.A., es la primera compañía dedicada a la elaboración y comercialización de bebidas de moderación y refrescos en Ecuador. Sus productos son elaborados en dos plantas cerveceras ubicadas en Guayaquil y Quito. Pertenece a la multinacional Anheuser-Busch InBev.

## Historia

### Inicios
En 1887 nace Cervecería Nacional (CN), en el tradicional barrio Las Peñas de Guayaquil, a orillas del río Guayas. En 1913, realizó el histórico lanzamiento de su marca Pilsener, la cerveza de mayor venta en Ecuador, y en 1966 creó su marca Club Premium.

### Crecimiento

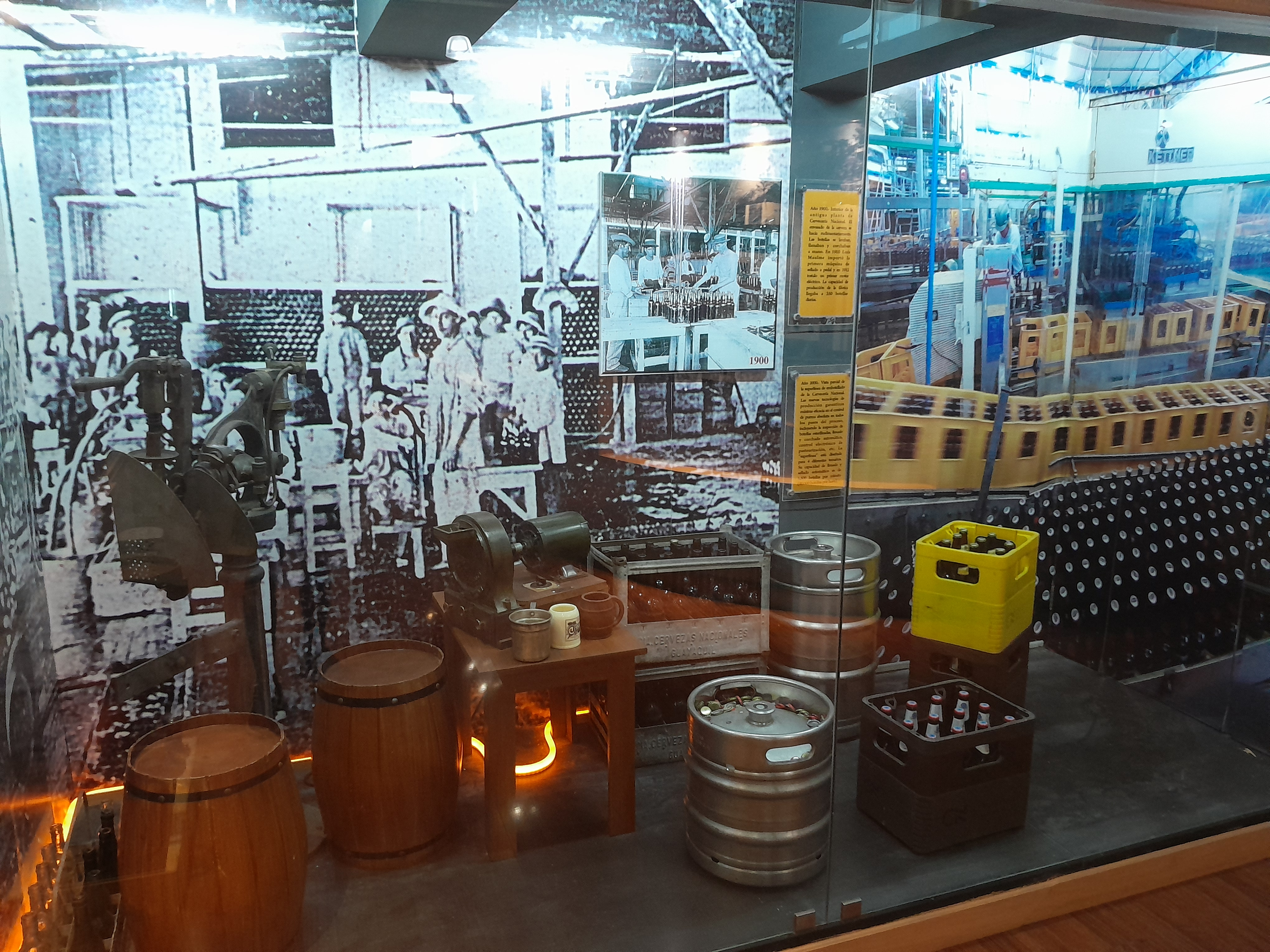
Museo de la Cerveza y de la historia de Cervecería Nacional en Guayaquil.

En 1974, se fusiona con Cervecería Andina y adquiere la planta de Cumbayá (Quito). En 1985 expanden su producción con una segunda planta en Pascuales (Guayaquil). A finales de esta década la empresa pasa a formar parte del Grupo Empresarial Cervecería Bavaria de Colombia. 
En el 2005, SABMiller plc se convierte en el accionista más importante de la compañía, adquiriendo el nombre de Cervecería Nacional.

### Consolidación
El 10 de octubre del 2016, Anheuser-Busch InBev pasó a ser el accionista mayoritario de Cervecería Nacional CN S.A.

## Productos

### Cervezas Nacionales
- Cerveza Pilsener
- Pilsener Light
- Pilsener Cero
- Club Premium
- Club Premium Negra
- Club Premium Roja
- Brahma

### Cervezas Globales
- Stella Artois
- Corona Extra
- Beck's
- Budweiser

### Refrescos
- Pony Malta
- Agua Manantial sin gas
- Agua Manantial con gas